# Dilkea vanessae
Dilkea vanessae je biljka iz porodice Passifloraceae, roda Dilkea. Prihvaćeno je ime. Nema sinonima.Nazvana je po skupljačici tipskih vrsta Vanessi Hequet.
Spada u podrod Epkia.
Raste u Francuskoj Gvajani (Pic Matecho, 500 metara nadmorske visine, Montagnes des Nouragues, Mont Chauve).
Nije svrstana u IUCN-ov popis ugroženih vrsta.

## Vanjske poveznice
- Dilkea na Germplasm Resources Information Network (GRIN)  Arhivirana inačica izvorne stranice od 5. svibnja 2009. (Wayback Machine), SAD-ov odjel za poljodjelstvo, služba za poljodjelska istraživanja.